# Chlorissa rubrifrons
Chlorissa rubrifrons är en fjärilsart som beskrevs av W. Warren 1894. Chlorissa rubrifrons ingår i släktet Chlorissa och familjen mätare. Inga underarter finns listade i Catalogue of Life.